# Morro do Leme
Morro do Leme är en kulle i Brasilien.   Den ligger i kommunen Rio de Janeiro och delstaten Rio de Janeiro, i den sydöstra delen av landet, 900 km sydost om huvudstaden Brasília. Toppen på Morro do Leme är 94 meter över havet, eller 74 meter över den omgivande terrängen. Bredden vid basen är 0,52 km.
Terrängen runt Morro do Leme är huvudsakligen platt, men åt sydost är den kuperad.Runt Morro do Leme är det mycket tätbefolkat, med 5 021 invånare per kvadratkilometer.. Närmaste större samhälle är Cosmos, 4,5 km öster om Morro do Leme. 
Runt Morro do Leme är det i huvudsak tätbebyggt.